# Крейслериана
«Крейслериана» (нем. Kreisleriana) — цикл из 12 произведений немецкого писателя Эрнста Теодора Амадея Гофмана, опубликованных в 1810—1815 годах. Их объединяют центральный персонаж (капельмейстер Иоганнес Крейслер), причудливо-иронический стиль, тема музыки. Прототипом Крейслера мог стать композитор Йозеф Берлингер — герой рассказа Вильгельма Генриха Вакенродера.

## Состав
Первая часть
- Музыкальные страдания капельмейстера Иоганнеса Крейслера;
- Ombra adorata;
- Мысли о высоком значении музыки;
- Инструментальная музыка Бетховена;
- Крайне бессвязные мысли;
- Совершенный машинист.

Вторая часть
- Письмо барона Вальборна капельмейстеру Крейслеру;
- Письмо капельмейстера Крейслера барону Вальборну;
- Музыкально-поэтический клуб Крейслера;
- Сведения об одном образованном молодом человеке;
- Враг музыки; Об одном изречении Саккини и так называемых музыкальных эффектах;
- Аттестат Иоганнеса Крейслера.